# Rapala batilina
Rapala batilina är en fjärilsart som beskrevs av Hans Fruhstorfer 1912. Rapala batilina ingår i släktet Rapala och familjen juvelvingar. Inga underarter finns listade.